# Спортинг (мини-футбольный клуб)
«Спо́ртинг» — мини-футбольный клуб из Лиссабона, часть большого спортивного клуба Спортинг Лиссабон. Основан в 1985 году.

## История
«Спортинг» семнадцать раз становился чемпионом Португалии и девять раз выигрывал национальный кубок. До 2011 года лучшим результатом команды в Кубке УЕФА по мини-футболу был выход в полуфинал розыгрыша 2001/02. Там португальцы со счётом 0:4 уступили испанскому клубу «Плайас де Кастельон».
В сезоне 2010/11 «Спортинг» вновь вышел в полуфинал, завоевав путёвку в Финал Четырёх Кубке УЕФА по мини-футболу. Причём ему удалось выбить из борьбы фаворита турнира испанский «Эль-Посо». Затем в полуфинале лиссабонцы одолели казахстанский «Кайрат» и впервые в истории вышли в финал турнира. Правда там их ожидало поражение от итальянского «Монтезильвано».
В сезоне 2016/17 «Спортинг» вышел в Финал Четырёх турнира, где обыграл в полуфинале российскую Газпром-Югру 2:1, но в финале «львы» разгромно проиграли испанскому «Интер Мовистару» 0:7. 
Сезон Кубка УЕФА 2017/18 также завершился для команды выходом в Финал Четырёх. В полуфинале был обыгран венгерский «Дьёр» из одноимённого города 6:1, но в финале, как и годом ранее, победу одержал «Интер Мовистар» 2:5.
В сезоне Лиги чемпионов УЕФА 2018/19 клуб наконец выиграл свой первый европейский трофей: в 1/2 Финала Четырёх был взят долгожданный реванш над «Интер Мовистаром» 5:3, а в финале были повержены хозяева площадки — казахстанский «Кайрат» из Алма-Аты 2:1. Впрочем, в следующем сезоне 2019/20 клуб завершил выступление в Элитном раунде, уступив в группе «Тюмени».
В сезоне 2020/21 «Спортинг» вновь одержал победу в турнире. В Финале Восьми в 1/4 был взят верх над «КПРФ» 3:2; в полуфинале был повержен «Интер» 5:2. В финале «Спортинг» был сильнее «Барселоны» 4:3.
Следующие два сезона были отмечены попаданиями в финал, где клуб уступил «Барселоне» и «Пальме» соответственно.
В сезоне 2023/24 «Спортинг» вновь вышел в Финал Четырёх, но занял там 4 место, уступив «Барселоне» и принципиальным соперникам по чемпионату «Бенфике».
Клуб четырежды подряд — с сезона 2020/21 по сезон 2023/24 — выигрывал чемпионат Португалии, чего не удавалось ни одному клубу страны. 
Самое принципиальное противостояние клуба — это дерби с лиссабонской «Бенфикой». Команды 17 раз встречались в финале чемпионата Португалии, 7 раз в финале Кубка, 5 раз в финале Кубка лиги и 9 раз в Суперкубке страны.

## Достижения клуба

### Национальные
- Чемпион Португалии (19): 1990/91, 1992/93, 1993/94, 1994/95, 1998/99, 2000/01, 2003/04, 2005/06, 2009/10, 2010/11, 2012/13, 2013/14, 2015/16, 2016/17, 2017/18, 2020/21, 2021/22, 2022/23, 2023/24
- Обладатель Кубка Португалии (10): 2005/06, 2007/08, 2010/11, 2012/13, 2015/16, 2017/18, 2018/19, 2019/20, 2021/22, 2024/25
- Обладатель Суперкубка Португалии (12): 2002, 2005, 2008, 2010, 2013, 2014, 2017, 2018, 2019, 2021, 2022, 2024
- Обладатель Кубка лиги Португалии (6): 2015/16, 2016/17, 2020/21, 2021/22, 2023/24, 2024/25

### Международные
- Победитель Лиги чемпионов УЕФА (2): 2018/19, 2020/21
- Серебряный призёр Кубка УЕФА/Лиги чемпионов УЕФА (5): 2010/11, 2016/17, 2017/18, 2021/22, 2022/23
- Бронзовый призёр Кубка УЕФА: 2014/15